# Pečeť státu New York

Pečeť státu New York

Pečeť New Yorku, jednoho z federálních států USA, tvoří modré kruhové pole, v němž je umístěn státní znak státu New York. Modrý kruh přechází, ve směru od středu ven, do modrého mezikruží se světle modrým nápisem THE GREAT SEAL OF THE STATE OF NEW YORK (česky Velká pečeť státu New York).
Státní znak má zlatě lemovaný štít, který zobrazuje dvě lodě plující po Hudson River pod pohořím Hudson Highland, nad kterým vychází zlaté slunce. Nad štítem je žlutě-modrá točenice, z níž vystupuje Zeměkoule ukazující Atlantský oceán. Nad Zeměkoulí je symbol Spojených států – orel bělohlavý. Štítonoši jsou dvě ženy, heraldicky vpravo je to Bohyně svobody, držící kopí s čapkou svobody a šlapající na vrchol britské královské koruny, která symbolizuje svobodu po Americké válce za nezávislost. Druhým štítonošem (heraldicky vlevo) je Bohyně spravedlnosti, která má oči převázané šátkem a v ruce drží váhy spravedlnosti. Oba štítonoši stojí na bílé stuze s latinským heslem: EXCELSIOR (česky Stále vzhůru), což je motto státu New York. 
Státní znak z pečeti je rovněž součástí vlajky státu New York.

## Historie
Pečeť byla přijata v roce 1882, ale její první podoba se objevila již v roce 1777.
V roce 2020 byla grafická podoba znaku (a tím i pečeti a vlajky) změněna.

Pečeť státu New York (1901–2020)